# Илирское сельское поселение
Илирское сельское поселение — муниципальное образование со статусом сельского поселения в 
Братском районе Иркутской области России. Административный центр — село Илир.

## Население
| 2010  | 2011  | 2012  | 2013  | 2014  | 2015  | 2016  |
| ----- | ----- | ----- | ----- | ----- | ----- | ----- |
| 1691  | ↘1682 | ↘1638 | ↘1585 | ↘1553 | ↘1518 | ↘1490 |
| 2017  |       |       |       |       |       |       |
| ↘1470 |       |       |       |       |       |       |

По результатам Всероссийской переписи населения 2010 года численность населения муниципального образования составила 1691 человек, в том числе 855 мужчин и 836 женщин.

## Населённые пункты
- село Илир
- деревня Карай
- деревня Кардой
- посёлок Луговой